# Saint-Victor-l'Abbaye
Pour les articles homonymes, voir Saint-Victor.
Saint-Victor-l'Abbaye est une commune française, située dans le département de la Seine-Maritime en région Normandie.

## Géographie

### Localisation
| Saint-Maclou-de-Folleville | Montreuil-en-Caux     |             |
|                            | Saint-Victor-l'Abbaye | Bracquetuit |
| Fresnay-le-Long            |                       | Étaimpuis   |

### Hydrographie
La commune est située dans le bassin Seine-Normandie. Elle est drainée par la Scie,.
La Scie s'écoule du sud vers le nord sur le territoire communal. D'une longueur de 38 km, elle prend sa source dans la commune d'Étaimpuis et se jette  dans la Manche à Hautot-sur-Mer, après avoir traversé 20 communes.

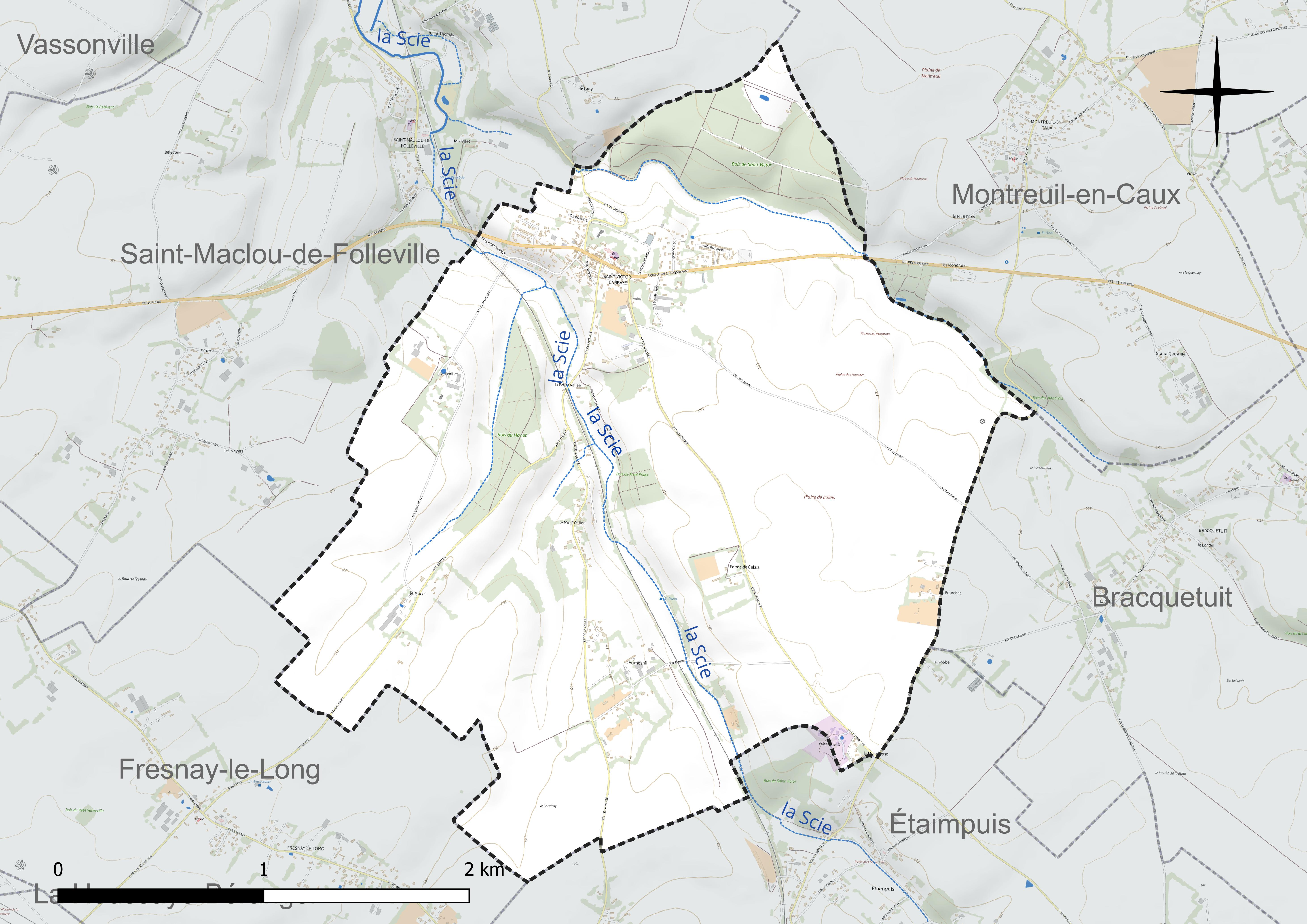
Réseau hydrographique de Saint-Victor-l'Abbaye.

### Climat
Pour des articles plus généraux, voir Climat de la Normandie et Climat de la Seine-Maritime.
En 2010, le climat de la commune est de type climat océanique altéré, selon une étude du CNRS s'appuyant sur une série de données couvrant la période 1971-2000. En 2020, Météo-France publie une typologie des climats de la France métropolitaine dans laquelle la commune est exposée à un climat océanique et est dans la région climatique  Côtes de la Manche orientale, caractérisée par un faible ensoleillement (1 550 h/an) ; forte humidité de l’air (plus de 20 h/jour avec humidité relative > 80 % en hiver), vents forts fréquents. Parallèlement le GIEC normand, un groupe régional d’experts sur le climat, différencie quant à lui, dans une étude de 2020, trois grands types de climats pour la région Normandie, nuancés à une échelle plus fine par les facteurs géographiques locaux. La commune est, selon ce zonage, exposée à un « climat maritime », correspondant au Pays de Caux, frais, humide et pluvieux, légèrement plus frais que dans le Cotentin.
Pour la période 1971-2000, la température annuelle moyenne est de 10,2 °C, avec une amplitude thermique annuelle de 13,7 °C. Le cumul annuel moyen de précipitations est de 889 mm, avec 13,1 jours de précipitations en janvier et 8,8 jours en juillet. Pour la période 1991-2020, la température moyenne annuelle observée sur la station météorologique la plus proche, située sur la commune d'Ectot-lès-Baons à 23 km à vol d'oiseau, est de 10,8 °C et le cumul annuel moyen de précipitations est de 905,5 mm,. Pour l'avenir, les paramètres climatiques de la commune estimés pour 2050 selon différents scénarios d'émission de gaz à effet de serre sont consultables sur un site dédié publié par Météo-France en novembre 2022.

## Urbanisme

### Typologie
Au 1er janvier 2024, Saint-Victor-l'Abbaye est catégorisée commune rurale à habitat dispersé, selon la nouvelle grille communale de densité à sept niveaux définie par l'Insee en 2022.
Elle est située hors unité urbaine. Par ailleurs la commune fait partie de l'aire d'attraction de Rouen, dont elle est une commune de la couronne,. Cette aire, qui regroupe 317 communes, est catégorisée dans les aires de 200 000 à moins de 700 000 habitants,.

### Occupation des sols
L'occupation des sols de la commune, telle qu'elle ressort de la base de données européenne d’occupation biophysique des sols Corine Land Cover (CLC), est marquée par l'importance des territoires agricoles (91,4 % en 2018), une proportion sensiblement équivalente à celle de 1990 (91,3 %). La répartition détaillée en 2018 est la suivante : 
terres arables (62,8 %), prairies (22,9 %), zones agricoles hétérogènes (5,7 %), forêts (5,5 %), zones urbanisées (3,1 %). L'évolution de l’occupation des sols de la commune et de ses infrastructures peut être observée sur les différentes représentations cartographiques du territoire : la carte de Cassini (XVIIIe siècle), la carte d'état-major (1820-1866) et les cartes ou photos aériennes de l'IGN pour la période actuelle (1950 à aujourd'hui).

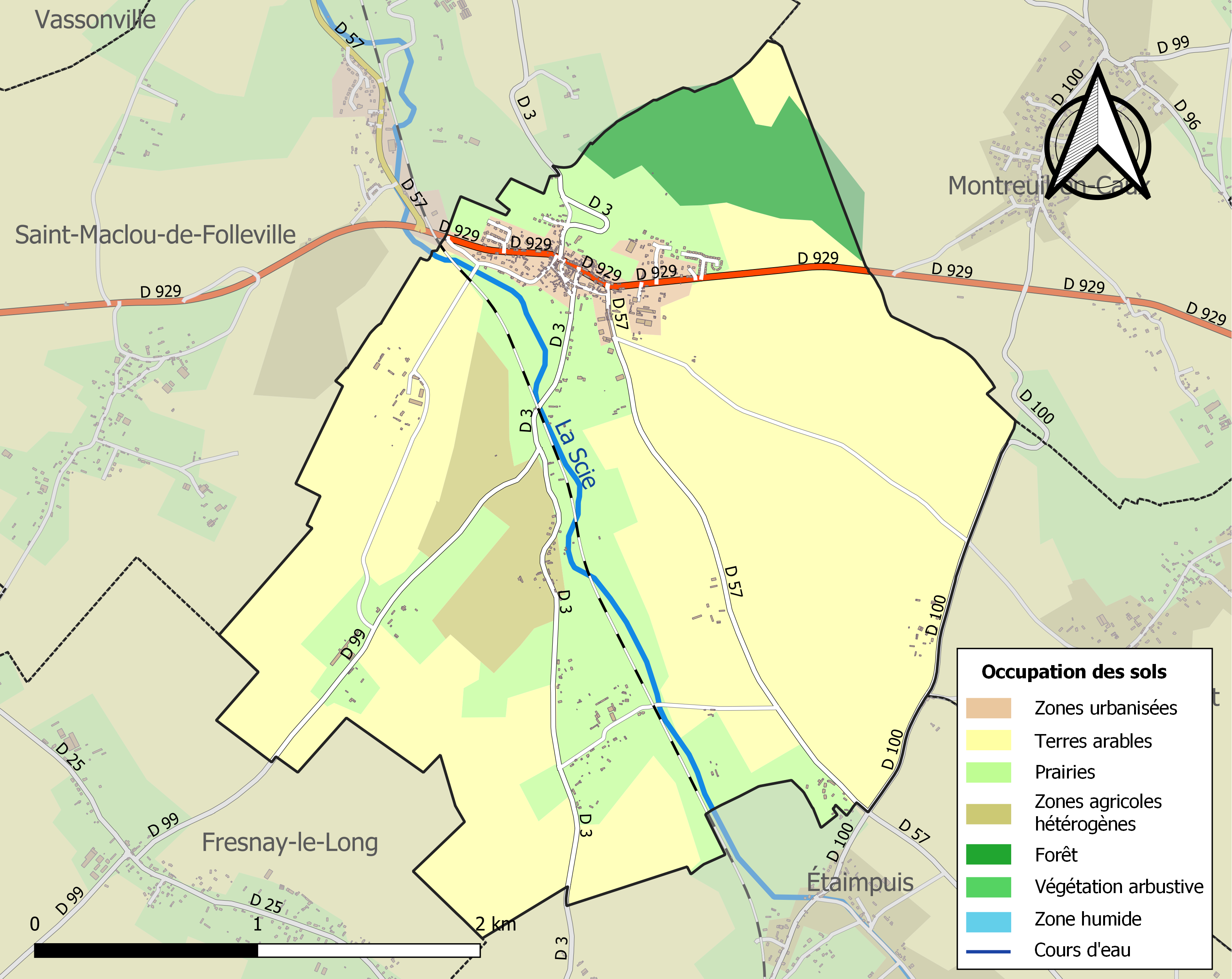
Carte des infrastructures et de l'occupation des sols de la commune en 2018 (CLC).

## Toponymie
Le nom de la localité est attesté sous les formes Abbatia Sancti Victoris en 1177 et en 1182, Ecclesia Sancti Victoris in Caleto en 1238, Abbati et conventui Sancti Victoris in Caleto en 1260 et en 1262, Abbas Sancti Victoris et Sanctus Victor in Caleto en 1337, Saint Victor en Caux en 1555, Saint Victor en 1715, Saint Victor l'Abbaye en 1757.
L'hagionyme est celui de saint Victeur, évêque du Mans à la fin du Ve siècle.
Le déterminant fait référence à son ancienne abbaye bénédictine.

## Histoire
Ce village s'est organisé autour de son ancienne abbaye bénédictine, dont l'église est construite à proximité d'une motte féodale. En 1051, un clerc du nom de Tromor ou Tormord fait don de sa propriété comprenant l'église, des dîmes et un patronage à l'abbaye Saint-Ouen de Rouen.
Au cours du concile de 1074, Roger de Mortemer, seigneur de Saint-Victor, obtient de Jean d'Avranches, archevêque de Rouen, de pouvoir ériger le nouveau prieuré en abbaye. Son fils Raoul de Mortemer participe à la bataille de Hastings aux côtés de Guillaume le Conquérant, il est l'ancêtre des Mortimer de Grande-Bretagne.
L'abbaye connaît un essor important et multiplie ses succursales dans les vallées de la Scie et de la Saâne.
Mais la position fortifiée de l'abbaye en fait aussi une place privilégiée au cours des guerres de Religion et des troubles de la Ligue.
En 1589, le sieur Vincent se fortifie dans l'abbaye avec plusieurs compagnies de ligueurs et met le pays en coupe réglée. Les différents assauts qui suivent pour essayer de déloger les ligueurs contribuent à l'appauvrissement de l'abbaye dont la décadence commence après le départ des ligueurs. Le nombre des religieux diminue progressivement et l'abbaye décline. Aux alentours de 1690, elle cesse d'exister mais n'est pas sécularisée. La ruine de l'abbaye se poursuit jusqu'à la Révolution où ses biens sont saisis et vendus.

## Politique et administration
| Période                                  | Période                    | Identité                | Étiquette | Qualité                                                 |
| ---------------------------------------- | -------------------------- | ----------------------- | --------- | ------------------------------------------------------- |
| Les données manquantes sont à compléter. |                            |                         |           |                                                         |
| 1816                                     |                            | Jérôme Petit de l'Étang |           |                                                         |
| 1936                                     |                            | Le Picard               |           |                                                         |
| 1963                                     |                            | Raymond Cheval          |           | Exploitant Agricole                                     |
| mars 1989                                | juin 1995                  | Jean Leneveu            | DVD       |                                                         |
| Les données manquantes sont à compléter. |                            |                         |           |                                                         |
| mars 2001                                | 2014                       | Claude Picard           |           |                                                         |
| 2014                                     | En cours (au 10 août 2020) | Jacques Lagnel          |           | Retraité de l'industrie Réélu pour le mandat 2020-2026, |

## Population et société

### Démographie
L'évolution du nombre d'habitants est connue à travers les recensements de la population effectués dans la commune depuis 1793. Pour les communes de moins de 10 000 habitants, une enquête de recensement portant sur toute la population est réalisée tous les cinq ans, les populations de référence des années intermédiaires étant quant à elles estimées par interpolation ou extrapolation. Pour la commune, le premier recensement exhaustif entrant dans le cadre du nouveau dispositif a été réalisé en 2006.

En 2022, la commune comptait 751 habitants, en évolution de −2,97 % par rapport à 2016 (Seine-Maritime : +0,35 %, France hors Mayotte : +2,11 %).
| 1793 | 1800 | 1806 | 1821 | 1831 | 1836 | 1841 | 1846 | 1851 |
| ---- | ---- | ---- | ---- | ---- | ---- | ---- | ---- | ---- |
| 574  | 582  | 600  | 538  | 637  | 653  | 618  | 581  | 602  |

| 1856 | 1861 | 1866 | 1872 | 1876 | 1881 | 1886 | 1891 | 1896 |
| ---- | ---- | ---- | ---- | ---- | ---- | ---- | ---- | ---- |
| 620  | 620  | 589  | 570  | 540  | 532  | 560  | 526  | 525  |

| 1901 | 1906 | 1911 | 1921 | 1926 | 1931 | 1936 | 1946 | 1954 |
| ---- | ---- | ---- | ---- | ---- | ---- | ---- | ---- | ---- |
| 481  | 502  | 506  | 470  | 502  | 475  | 417  | 458  | 465  |

| 1962 | 1968 | 1975 | 1982 | 1990 | 1999 | 2006 | 2011 | 2016 |
| ---- | ---- | ---- | ---- | ---- | ---- | ---- | ---- | ---- |
| 537  | 558  | 573  | 575  | 569  | 624  | 627  | 733  | 774  |

| 2021 | 2022 | - | - | - | - | - | - | - |
| ---- | ---- | - | - | - | - | - | - | - |
| 756  | 751  | - | - | - | - | - | - | - |

## Culture locale et patrimoine

### Lieux et monuments

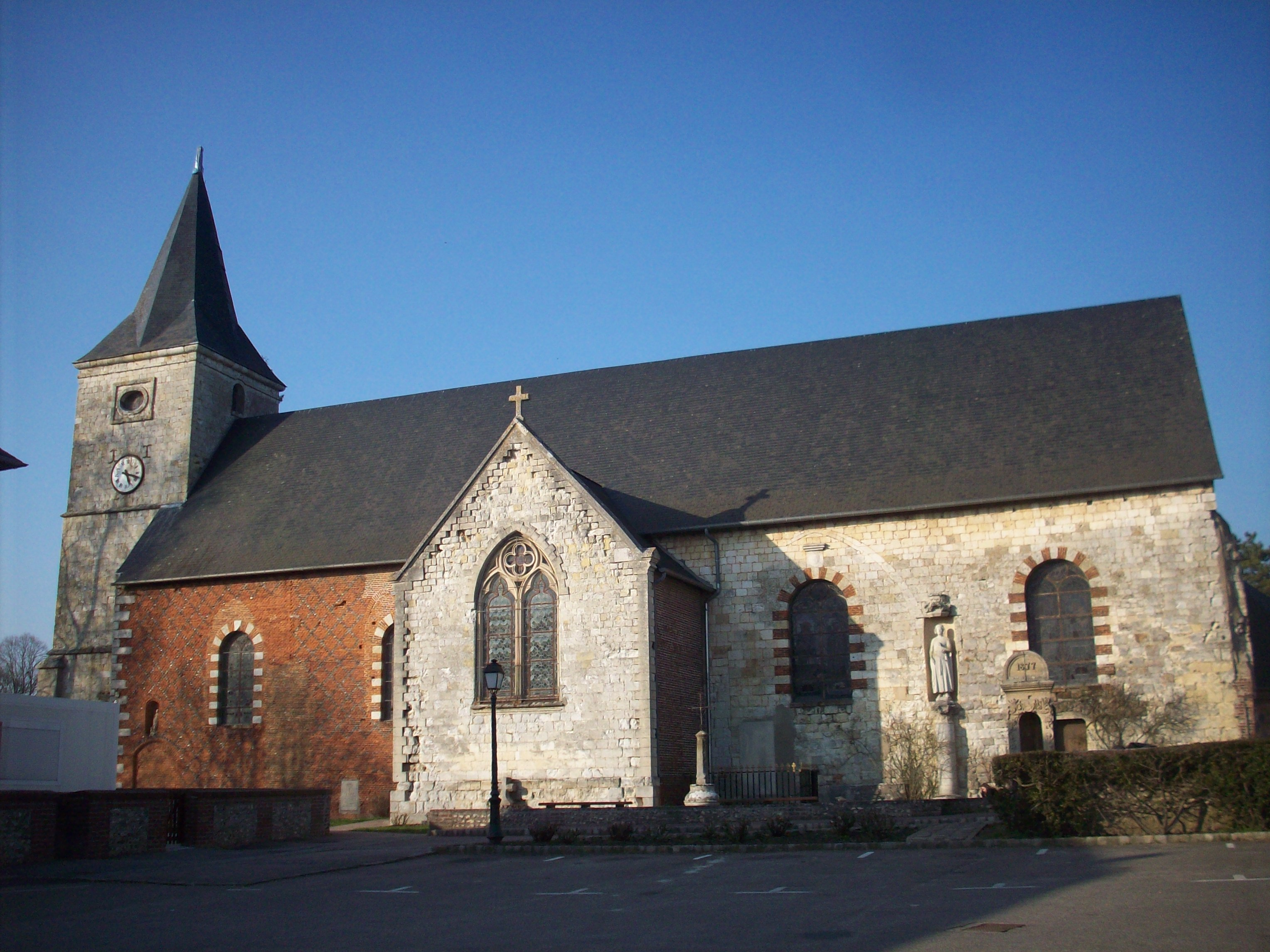
L'église Saint-Victor.

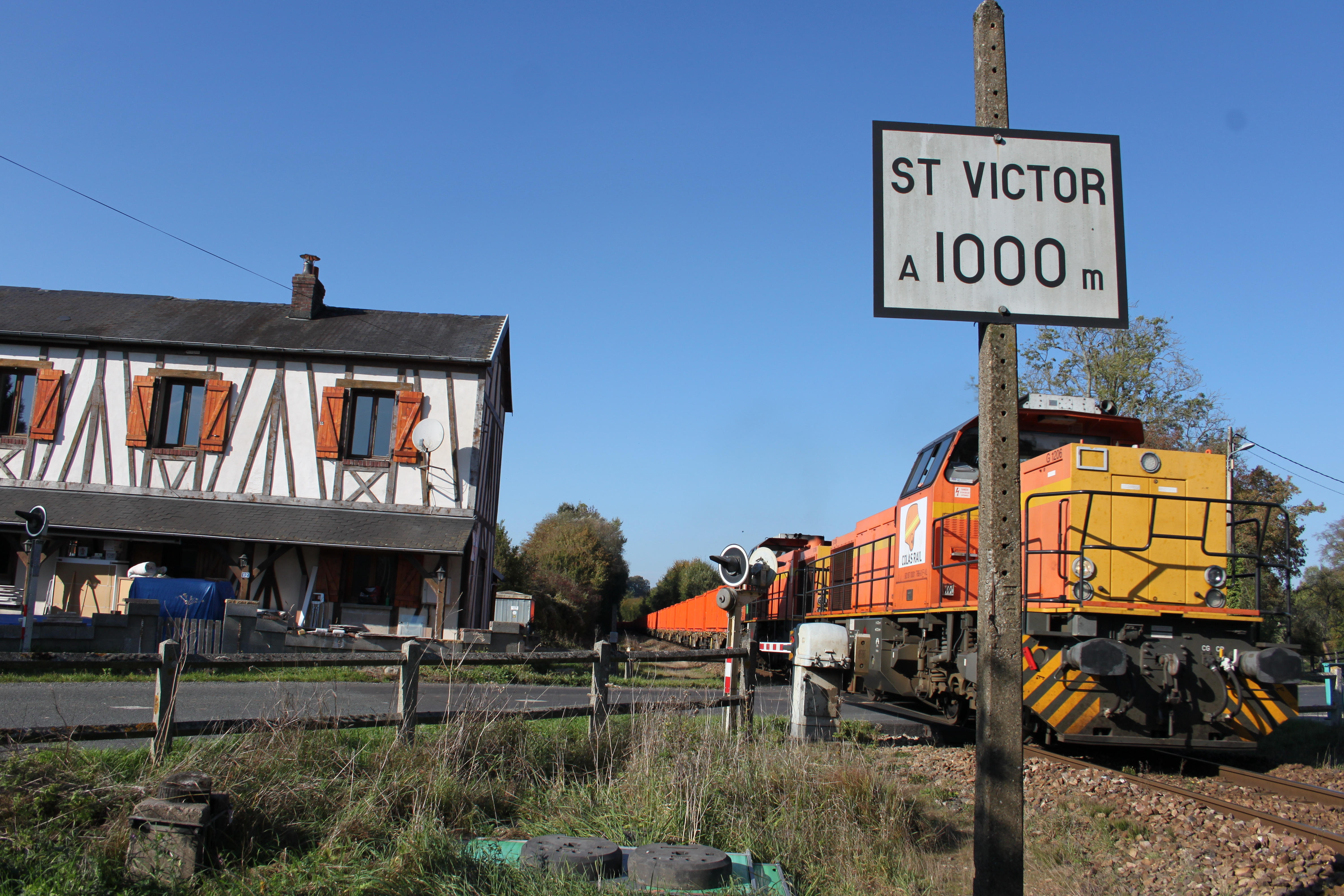
PN2 à Saint-Victor-l'Abbaye, train de terre pour Rouen.

- Église Saint-Victor.

### Personnalités liées à la commune
- Guillaume de la Rivière fit un don à l'abbaye de Saint-Victor-en-Caux en 1179.
- Gustave Flaubert a vécu dans une maison à Saint-Maclou-de-Folleville[réf. nécessaire], à côté de Saint-Victor-l'Abbaye. Dans le roman, le mari de madame Bovary va acheter ses cigares chez le buraliste de la commune.

## Pour approfondir